# Comuna Seleanșciîna, Cerneahiv
Seleanșciîna (în ucraineană Селянщинська сільська рада) este o comună în raionul Cerneahiv, regiunea Jîtomîr, Ucraina, formată din satele Seleanșciîna (reședința), Slaviv și Vîșneve.

## Demografie
Componența lingvistică a comunei Seleanșciîna
     Ucraineană (99%)
     Alte limbi (0,86%)
Conform recensământului din 2001, majoritatea populației comunei Seleanșciîna era vorbitoare de ucraineană (99%), existând în minoritate și vorbitori de alte limbi.